# زالسی
زالسی (به چکی: Zálesí) یک منطقهٔ مسکونی در جمهوری چک است که در شهرستان زنویمو واقع شده‌است. زالسی ۷٫۱۷ کیلومتر مربع مساحت و ۱۸۶ نفر جمعیت دارد و ۴۳۱ متر بالاتر از سطح دریا واقع شده‌است.